# St. Bartholomäus (Dorstadt)

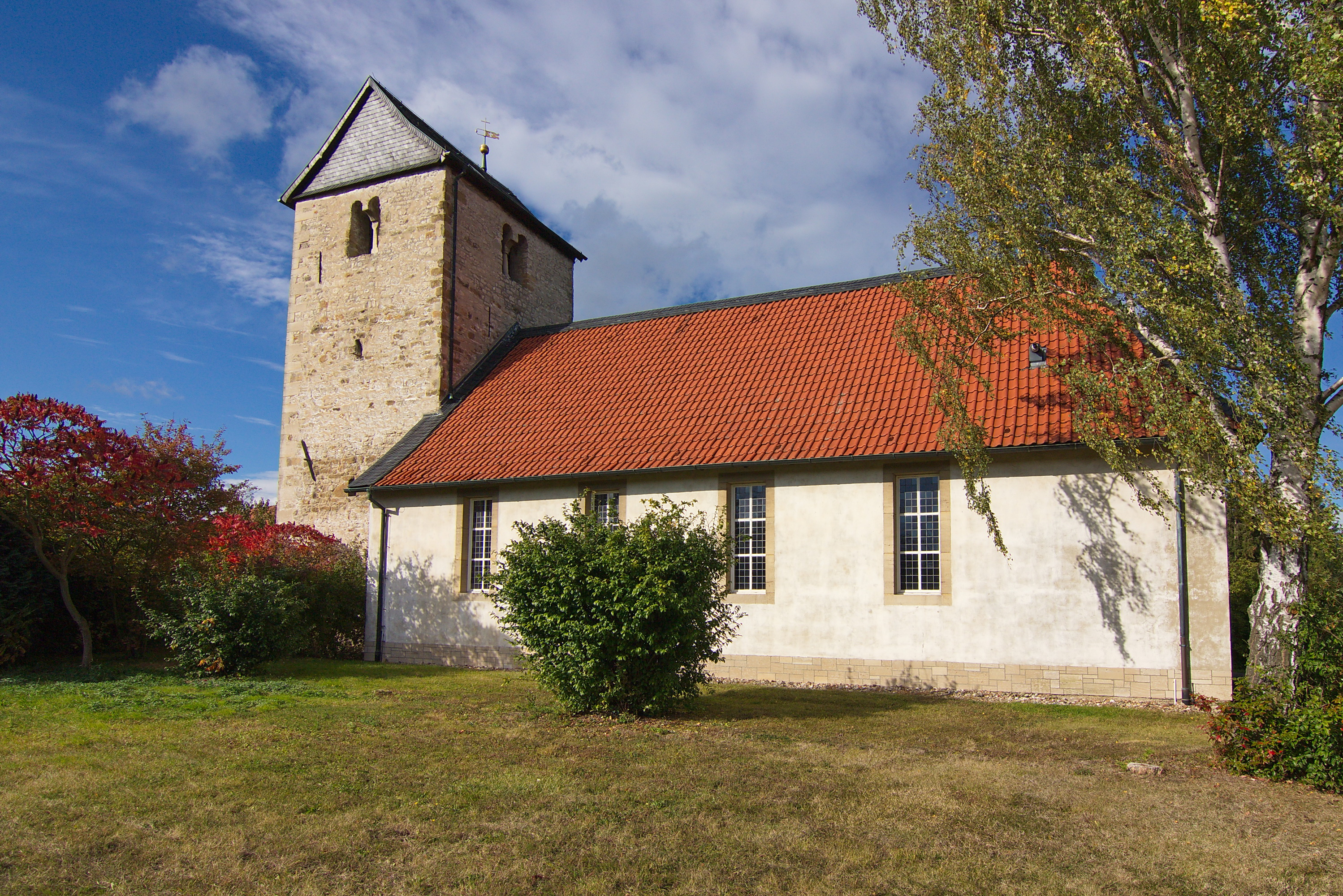
St. Bartholomäus

Die evangelisch-lutherische, denkmalgeschützte Kirche St. Bartholomäus steht in Dorstadt, einer Gemeinde im Landkreis Wolfenbüttel von Niedersachsen. Die Kirchengemeinde gehört zum Pfarrverband Halchter der Propstei Wolfenbüttel der Evangelisch-lutherischen Landeskirche in Braunschweig.

## Beschreibung
Die ursprünglich rechteckige, gotische verputzte Saalkirche aus Bruch- und Werksteinen mit nach Osten abgewalmtem Satteldach wurde im Dreißigjährigen Krieg bis auf die Außenmauern zerstört. Sie wurde Mitte des 17. Jahrhunderts wiederhergestellt und 1826 erweitert. Der querrechteckige romanische Kirchturm des Vorgängerbaus aus Bruchsteinen war erhalten geblieben. Sein oberstes Geschoss hat Biforien als Klangarkaden, hinter denen sich der Glockenstuhl befindet. In ihm hängen zwei Glocken, die ältere wurde 1889 von der Radlerschen Glockengießerei, die jüngere 1964 von der Wilhelmshütte gegossen. Darüber sitzt ein schiefergedecktes Satteldach. Der Turm musste 1951 durch einen Ringanker gesichert werden. Das alte Kirchenschiff wurde wegen statischer Mängel abgebrochen und zwischen 1964 und 1968 durch einen größeren Neubau mit einem geraden Abschluss im Osten ersetzt. Die Längsseiten haben je vier rechteckige Sprossenfenster. 
Zur Kirchenausstattung gehört ein gestuftes dreigeschossiges Altarretabel aus der Zeit der Renaissance, das mit Knorpelwerk dekoriert ist. Es wurde 1828 oder 1837 aus einer anderen Gemeinde übernommen, ebenso die darüber liegende Orgel, die 1969 durch eine Orgel mit 6 Registern, einem Manual und Pedal ersetzt wurde. Ein Gemälde über das Abendmahl Jesu, das von Peter Candid stammt, wurde nachträglich eingefügt. Auf Tafelbildern sind die Kreuzigung, die Auferstehung und die vier Evangelisten dargestellt. Die Emporen wurden in der zweiten Hälfte des 17. Jahrhunderts eingebaut. Ihre Brüstungen sind mit einem Porträt von Jesus Christus und den Aposteln bemalt, die 1950 freigelegt wurden.